# Rosey Effiong
Rosey Effiong (* 8. Mai 2001 in Dallas, Texas) ist eine US-amerikanische Leichtathletin, die sich auf den Sprint spezialisiert hat. Ihren größten sportlichen Erfolg feierte sie im Jahr 2023 mit dem Gewinn der Goldmedaille mit der US-amerikanischen Mixed-Staffel bei den Weltmeisterschaften in Budapest. Auch ihre Eltern Daniel Effiong und Tina Chikezie waren für Nigeria als Leichtathleten aktiv.

## Sportliche Laufbahn
Rosey Effiong wuchs in DeSoto in Texas auf und studiert seit 2020 an der University of Arkansas. 2023 wurde sie NCAA-Collegemeisterin in der 4-mal-400-Meter-Staffel der Arkansas Razorbacks im Freien sowie 2022 und 2023 in der Halle. 2023 wurde sie bei den Weltmeisterschaften in Budapest mit der US-amerikanischen 4-mal-400-Meter-Staffel im Vorlauf disqualifiziert und gewann mit der Mixed-Staffel in neuer Weltrekordzeit von 3:08,80 min gemeinsam mit Justin Robinson, Matthew Boling und Alexis Holmes die Goldmedaille. Im Jahr darauf wurde sie NCAA-Collemeisterin in der 4-mal-400-Meter-Staffel und im Jahr darauf belegte sie bei den Hallenweltmeisterschaften in Nanjing in 52,90 s den sechsten Platz über 400 Meter. Zudem siegte sie dort in 4-mal-400-Meter-Staffel in 3:27,45 min gemeinsam mit Quanera Hayes, Bailey Lear und Alexis Holmes.

## Persönliche Bestzeiten
- 200 Meter: 22,78 s (+0,9 m/s), 19. April 2024 in Fayetteville
  - 200 Meter (Halle): 22,51 s, 24. Februar 2024 in Fayetteville
- 400 Meter: 49,72 s, 8. Juni 2024 in Eugene
  - 400 Meter (Halle): 50,54 s, 11. März 2023 in Albuquerque